# Куп Милан Цига Васојевић
Куп Милан Цига Васојевић је званични назив националног кошаркашког купа Србије за жене. Име је добио у част Милана Циге Васојевића, који је као тренер и директор предводио репрезентацију Југославије за време највећих успеха женске кошарке, а који је преминуо 24. децембра 1996. године.
Након распада државне заједнице Србије и Црне Горе 2006. године, такмичење се звало Куп Србије. На иницијативу Хемофарма од 2010. године куп носи садашње име.

## Финала
| Сезона и домаћин                 | Финале            | Финале   | Финале        | Финале                             |
| -------------------------------- | ----------------- | -------- | ------------- | ---------------------------------- |
| Сезона и домаћин                 | Победник          | Резултат | Финалиста     | Најкориснија играчица              |
| 2007. (Нови Сад и Бачка Паланка) | Хемофарм (1)      | 76 : 64  | Војводина     | Дара Ковачевић (Хемофарм)          |
| 2008. (Суботица)                 | Хемофарм (2)      | 74 : 67  | Црвена звезда | Биљана Станковић (Хемофарм)        |
| 2009. (Вршац)                    | Хемофарм (3)      | 79 : 66  | Црвена звезда | Тамара Радочај (Хемофарм)          |
| 2010. (Београд)                  | Хемофарм (4)      | 76 : 69  | Партизан      | Биљана Станковић (Хемофарм)        |
| 2011. (Беочин и Рума)            | Партизан (1)      | 83 : 69  | Хемофарм      | Дајана Бутулија (Партизан)         |
| 2012. (Смедерево)                | Хемофарм (5)      | 67 : 53  | Радивој Кораћ | Тијана Ајдуковић (Хемофарм)        |
| 2013. (Лазаревац)                | Партизан (2)      | 103 : 71 | Радивој Кораћ | Милица Дабовић (Партизан)          |
| 2014. (Лазаревац)                | Радивој Кораћ (1) | 90 : 64  | Партизан      | Јелена Вучетић (Партизан)          |
| 2015. (Зрењанин)                 | Војводина (1)     | 79 : 71  | Радивој Кораћ | Јелена Вучетић (Војводина)         |
| 2016. (Врбас)                    | Црвена звезда (1) | 71 : 66  | Врбас         | Наташа Мијатовић (Врбас)           |
| 2017. (Нови Сад)                 | Црвена звезда (2) | 84 : 66  | Радивој Кораћ | Александра Катанић (Црвена звезда) |
| 2018. (Бања Ковиљача)            | Партизан (3)      | 68 : 61  | Црвена звезда | Иванка Матић (Партизан)            |
| 2019. (Лозница)                  | Црвена звезда (3) | 56 : 55  | Радивој Кораћ | Марија Стојиљковић (Радивој Кораћ) |
| 2020. (Сурдулица)                | Краљево (1)       | 76 : 73  | Радивој Кораћ | Љиљана Томашевић (Радивој Кораћ)   |
| 2021. (Вршац)                    | Арт баскет (1)    | 83 : 74  | Војводина     | Вишња Стефановић (Арт баскет)      |
| 2022. (Ниш)                      | Црвена звезда (4) | 90 : 71  | Арт баскет    | Кендријан Елиот (Црвена звезда)    |
| 2023. (Ниш)                      | Црвена звезда (5) | 77 : 55  | Арт баскет    | Челси Хол (Црвена звезда)          |
| 2024. (Ниш)                      | Мега баскет (2)   | 73 : 70  | Партизан      | Надежда Недељков (Мега)            |
| 2025. (Бор)                      | Црвена звезда (6) | 89 : 74  | Партизан      | Ивана Катанић (Црвена звезда)      |

### Успешност клубова
| Клуб          | Победник                               | Финалиста                              |
| ------------- | -------------------------------------- | -------------------------------------- |
| Црвена звезда | 6 (2016, 2017, 2019, 2022, 2023, 2025) | 3 (2008, 2009, 2018)                   |
| Вршац         | 5 (2007, 2008, 2009, 2010, 2012)       | 1 (2011)                               |
| Партизан      | 3 (2011, 2013, 2018)                   | 3 (2010, 2014, 2024)                   |
| Мега баскет   | 2 (2021, 2024)                         | 2 (2022, 2023)                         |
| Радивој Кораћ | 1 (2014)                               | 6 (2012, 2013, 2015, 2017, 2019, 2020) |
| Војводина     | 1 (2015)                               | 2 (2007, 2021)                         |
| Краљево       | 1 (2020)                               | —                                      |
| Врбас         | —                                      | 1 (2016)                               |